# М'єльбю
М'єльбю (швед. Mjölby) — містечко (tätort, міське поселення) на Півдні Швеції в лені  Естерйотланд. Адміністративний центр комуни М'єльбю.
Не плутати з М'єлльбю (Mjällby) — містечком у лені Блекінге (Швеція).

## Географія
Містечко знаходиться у східній частині лена  Естерйотланд за 280 км на південний захід від Стокгольма.

## Історія
Назву поселення виводять від слова mylna або mölna, що означає млин. Місцева річка Свартон і родючі ґрунти навколишніх рівнин дійсно були чудовим місцем для розташування млинів. У 1920-х роках із побудовою гідроелектростанції водяні млини переходять на електричну енергію. 
З розвитком залізниці М'єльбю почало поступово зростати й перетворюватися на промисловий центр. У 1920 році поселення отримує статус міста. 

## Герб міста
Герб було розроблено для міста М'єльбю: у червоному полі золотий хвилястий перев'яз ліворуч, обабіч якого по такому ж млинському колесу. Хвиляста смуга означає річку Свартон. Млинські кола символізують давні млини. Герб отримав королівське затвердження 1923 року.   
Після адміністративно-територіальної реформи, проведеної в Швеції на початку 1970-х років, муніципальні герби стали використовуватися лишень комунами. Цей герб був 1971 року перебраний для нової комуни М'єльбю.

## Населення
Населення становить 13 507 мешканців (2018). 

## Економіка
Найбільшим роботодавцем у М'єльбю сьогодні є компанія Toyota Material Handling (раніше — BT Group), яка виробляє різні типи електричних навантажувачів.

## Спорт
У поселенні базуються футбольні клуби М'єльбю АІ ФФ, «М'єльбю Седра» ІФ та «М'єльбю Турабдін» ФК і хокейний М'єльбю ГК.

## Галерея

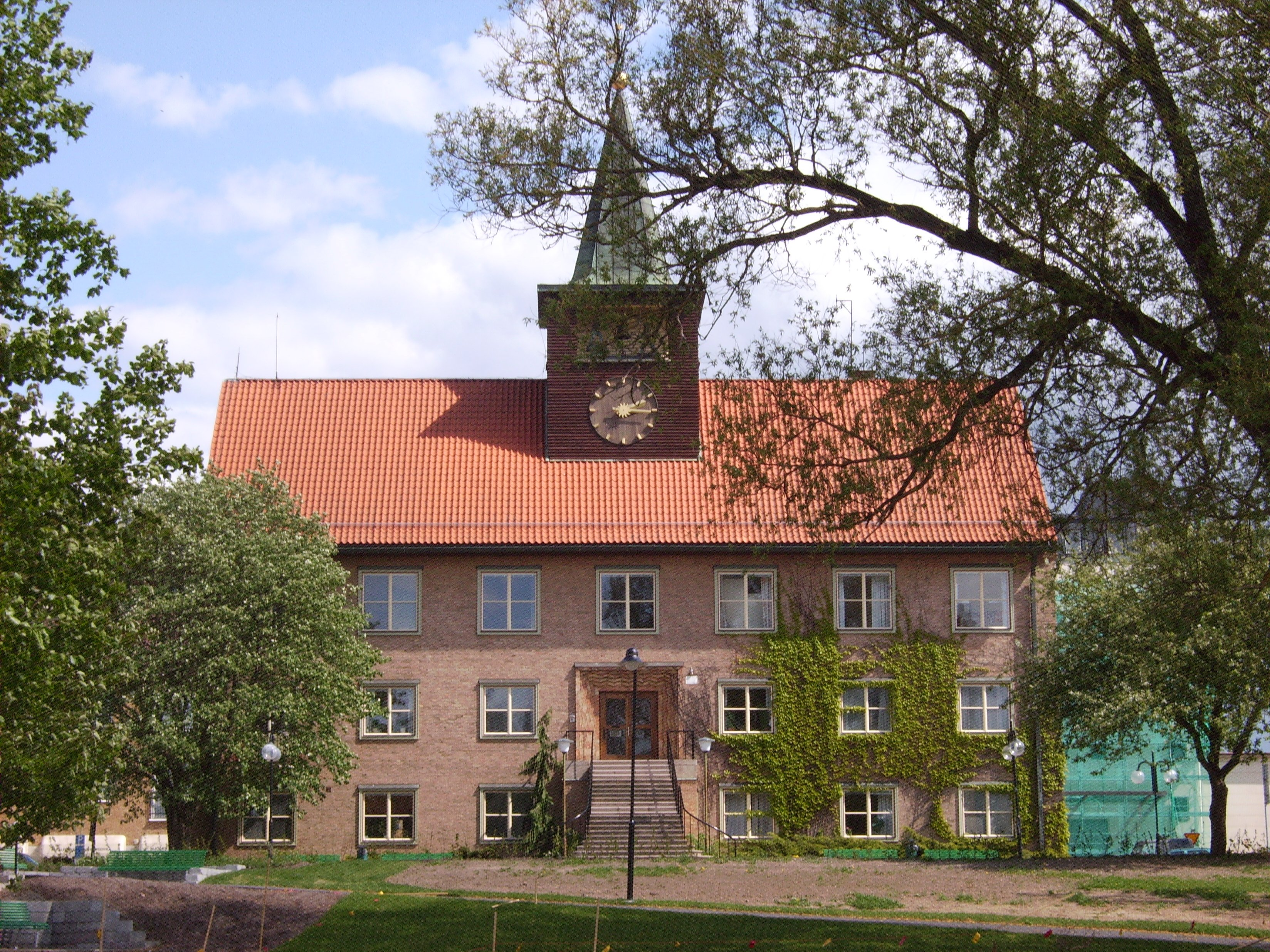
Стара ратуша
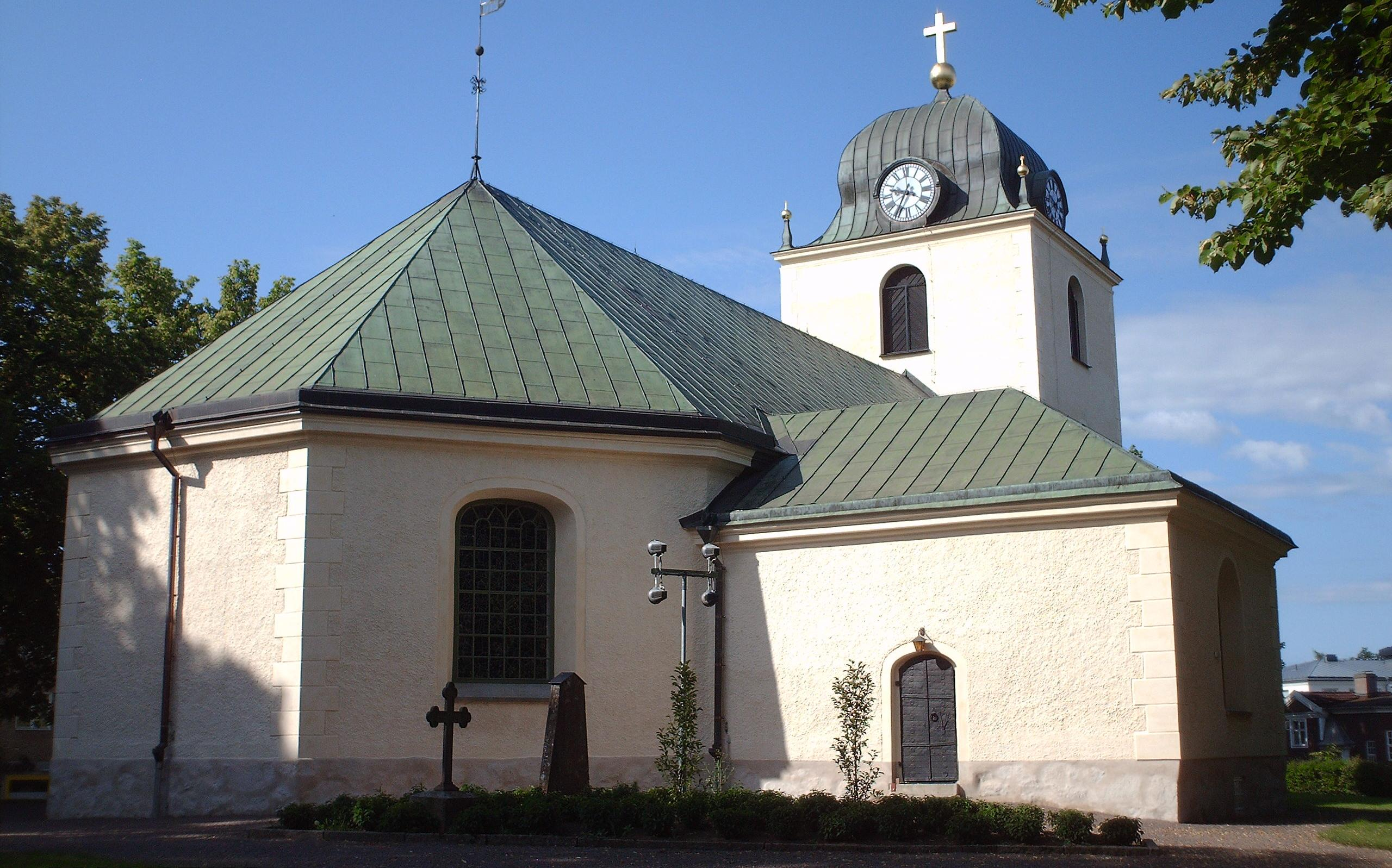
Церква
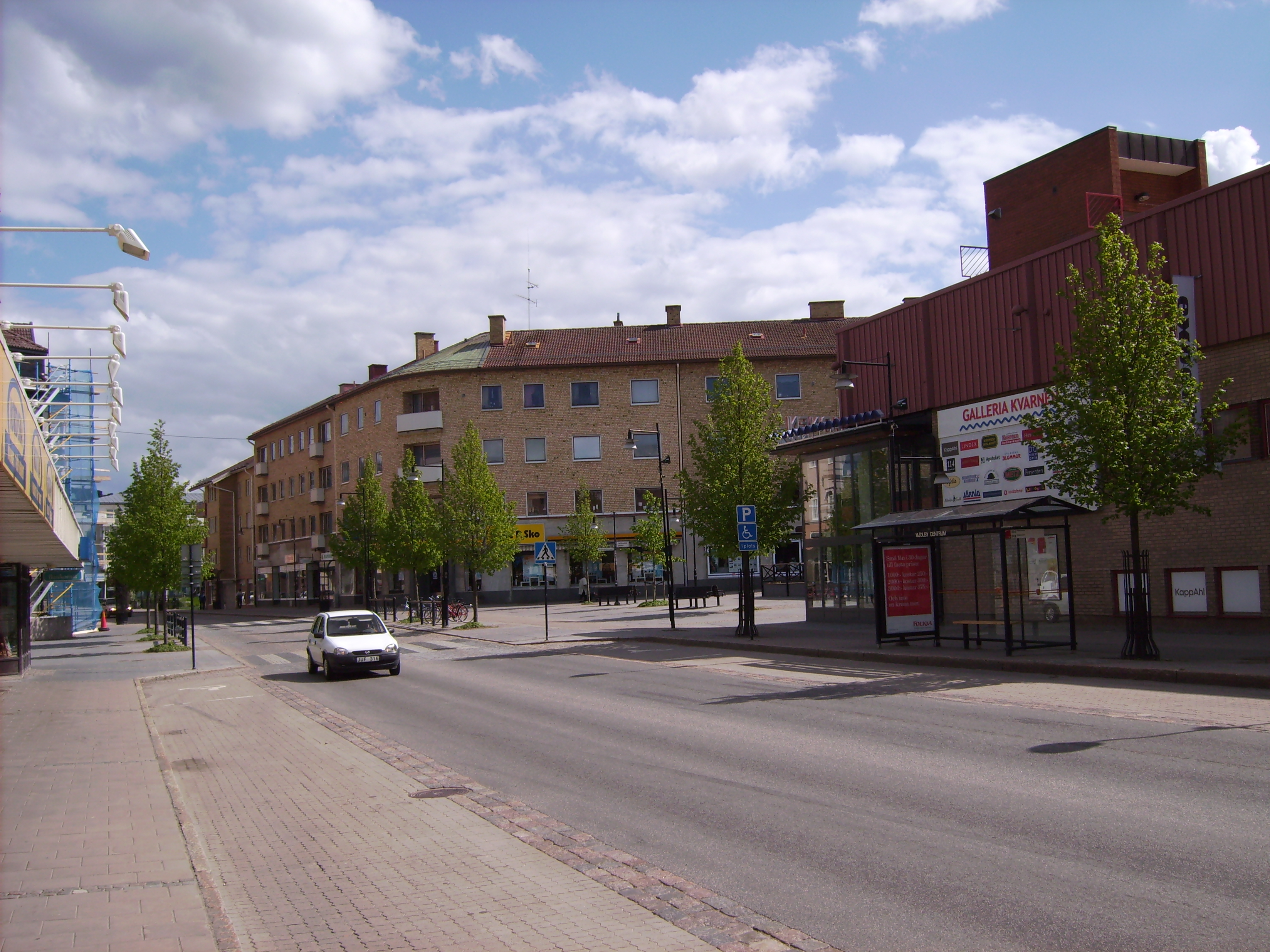
Вулиця Кунгсвеген
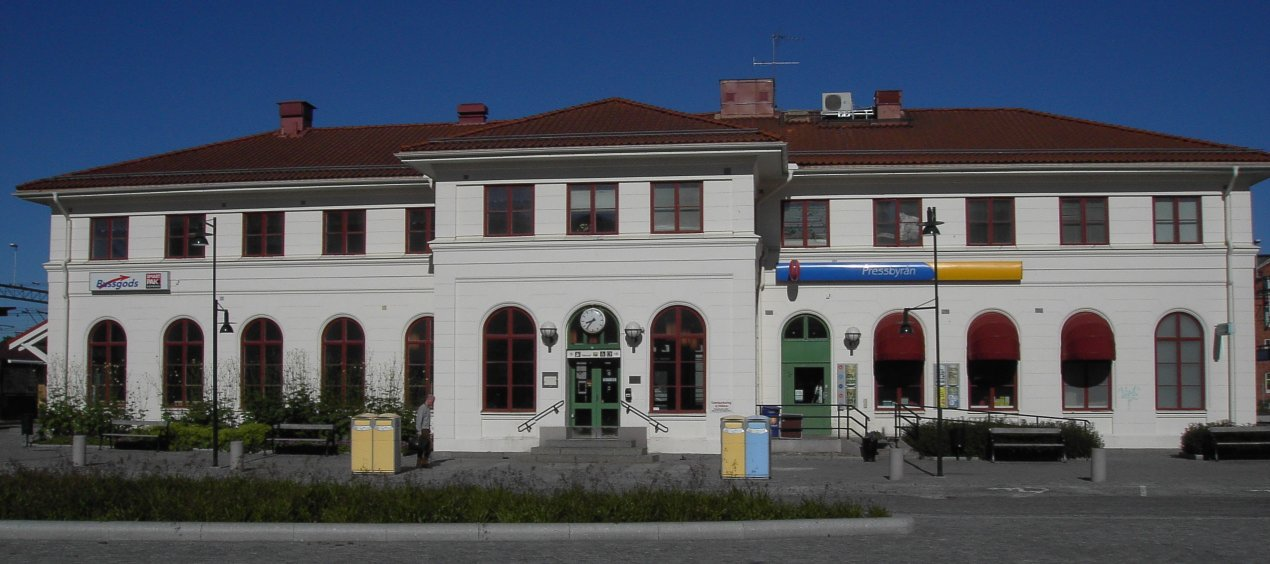
Залізнична станція

## Покликання
- Сайт комуни М'єльбю [Архівовано 23 травня 2013 у Wayback Machine.]